# CSI: Miami (videojuego)
CSI: Miami en un videojuego basado en la serie de televisión de la CBS CSI: Miami. El juego fue desarrollado por 369 Interactive, publicado por Ubisoft y fue lanzado para Microsoft Windows en 2004. En 2008, Gameloft redesarrolló el juego para iPhone OS.
Este juego, al igual que CSI: Crime Scene Investigation y CSI: Dark Motives, sigue un patrón definido de cinco casos, con el quinto caso atando los cuatro anteriores.

## Los casos

### Caso 1: Lator, Gator
Un brazo mutilado es encontrado en el campo de golf de Palm Glen junto al cadáver un caimán.
En este caso se trabaja con Calleigh Duquesne.

### Caso 2: Crack or Jack
El propietario de un club nocturno, es encontrado muerto en medio de la pista de baile.
En este caso se trabaja con Tim Speedle.

### Caso 3: The Hate Boat
Una mujer es encontrada muerta en un misterioso barco, con marcas de estrangulamiento y una herida de bala en la cabeza. 
En este caso se trabaja con Eric Delko.

### Caso 4: Sunstroke
Un hombre es encontrado muerto sentado en una silla de playa fuera de su casa, junto a él, el cadáver de su mascota. Hay signos visibles de asesinato, pero la muerte de los dos seres a la vez, es demasiada coincidencia. En este caso se trabaja con Yelina Salas.

### Caso 5: Final Judgement
Juez Lawford es encontrado muerto en su estudio con una herida de bala en la cabeza. Los sospechosos de todos los demás casos se incluyen en éste, y como tal, este es el caso que vincula a todos los demás casos juntos. En este caso se trabaja con Horatio Caine.

### Caso de iPhone
En la versión de iPhone encontramos el cuerpo de una mujer varada en South Beach, con una herida de bala en el hombro y con líquido en sus pulmones. Sabemos que su nombre es Madison Healey, el agua en sus pulmones está clorada y que no encontramos el arma del crimen. En este caso trabajamos con Horatio Caine, pero con la ayuda del resto del laboratorio.